# BFI 75 Most Wanted

BFI 75 Most Wanted (Les 75 plus demandés du BFI) est un classement des 75 meilleurs films perdus britanniques établi par le British Film Institute en 2008. 

## Description
Cette liste a été créée à partir de films britanniques non présents dans la collection des Archives nationales du BFI (en) et déclarés comme manquants, considérés comme perdus (missing, believed lost). Les conditions retenues pour faire partie de cette liste ont été les suivantes : réalisateur ou interprètes renommés, films ayant eu un succès au box-office lors de leur sortie, films étant significatifs dans l'histoire du cinéma (style, technique, sujet ou innovation). Des films considérés comme des séries B sont aussi présents dans cette liste lorsqu'ils sont jugés représentatifs d'un genre ou d'une époque.
Le projet a été lancé en 2008, à l'occasion du 75e anniversaire de la création du BFI, ce qui explique le choix du nombre de 75 films de la liste. Martin Scorsese a manifesté son soutien à cette initiative, déclarant : « C'est le genre d'initiative que tout pays devrait entreprendre. C'est un travail d'une importance vitale qu'il faut absolument accomplir. »,,.
Le plus ancien film de la liste date de 1913 et le plus récent de 1983. Les années 1930 est la décennie la plus représentée avec 24 occurrences, devant les années 1920 (16 occurrences) et les années 1940 (14 occurrences). Maurice Elvey, avec quatre de ses films dans la liste, est le réalisateur le plus représenté. Enfin, le plus recherché des plus recherchés est The Mountain Eagle d'Alfred Hitchcock, réalisé en 1926 et considéré comme le Saint-Graal des films perdus par les historiens du cinéma.
La liste se compose d'un top 10, puis des 65 autres films.
Une initiative quelque peu similaire qui s'était tenue en 1992, sous le nom de Missing Believed Lost, avait permis de retrouver la trace de 14 films considérés comme perdus. Certains de ces 14 films retrouvés ont d'ailleurs été mis en valeur lors du lancement de cette nouvelle campagne, en bénéficiant d'une projection au British Film Institute, en juillet et août 2008. Malheureusement, certains films de la liste de 1992, toujours non retrouvés, figurent encore dans cette nouvelle liste.
Le nom de la liste fait référence à la liste des dix fugitifs les plus recherchés du FBI, en raison de la similitude entre FBI et BFI.

## Top 75
| Année | Titre                                        | Titre original                               | Réalisateur                        | Commentaire |
| ----- | -------------------------------------------- | -------------------------------------------- | ---------------------------------- | --- |
| 1913  | Maria Marten, or the Mystery of the Red Barn | Maria Marten, or the Mystery of the Red Barn | Maurice Elvey                      | Le plus ancien film de cette liste, l'un des tout premiers films d'Elvey. |
| 1914  | A Study in Scarlet                           | A Study in Scarlet                           | George Pearson                     | Le premier film britannique adapté d'une histoire de Sherlock Holmes. |
| 1916  | Milestones                                   | Milestones                                   | Thomas Bentley                     | |
| 1919  | The First Men in the Moon                    | The First Men in the Moon                    | Bruce Gordon                       | D'après H. G. Wells |
| 1920  | The Amazing Quest of Mr. Ernest Bliss        | The Amazing Quest of Mr. Ernest Bliss        | Henry Edwards                      | |
| 1921  | The Adventures of Mr. Pickwick               | The Adventures of Mr. Pickwick               | Thomas Bentley                     | |
| 1921  | The Narrow Valley                            | The Narrow Valley                            | Cecil Hepworth                     | |
| 1923  | Love, Life and Laughter                      | Love, Life and Laughter                      | George Pearson                     | |
| 1923  | Reveille                                     | Reveille                                     | George Pearson                     | |
| 1923  | La Danseuse blessée                          | Woman to Woman                               | Graham Cutts                       | Alfred Hitchcock est assistant-réalisateur et coscénariste du film |
| 1924  | Lily of the Alley                            | Lily of the Alley                            | Henry Edwards                      | |
| 1924  | Who Is the Man?                              | Who Is the Man?                              | Walter Summers                     | |
| 1926  | London                                       | London                                       | Herbert Wilcox                     | |
| 1926  | Mademoiselle from Armentieres                | Mademoiselle from Armentieres                | Maurice Elvey                      | |
| 1926  | The Mountain Eagle                           | The Mountain Eagle                           | Alfred Hitchcock                   | Le seul long-métrage perdu d'Hitchcock (un court-métrage An Elastic Affair est aussi perdu), sans doute le film le plus recherché du cinéma.                                                                                        |
| 1927  | The Arcadians                                | The Arcadians                                | Victor Saville                     | |
| 1927  | The Story of the Flag                        | The Story of the Flag                        | Anson Dyer                         | |
| 1927  | Tip Toes                                     | Tip Toes                                     | Herbert Wilcox                     | |
| 1929  | The Crooked Billet                           | The Crooked Billet                           | Adrian Brunel                      | |
| 1929  | The Last Post                                | The Last Post                                | Dinah Shurey                       | La première et unique réalisation en solo de Dinah Shurey, la seule femme réalisatrice de cette époque. |
| 1930  | Lord Richard in the Pantry                   | Lord Richard in the Pantry                   | Walter Forde                       | |
| 1930  | School for scandal                           | School for scandal                           | Thorold Dickinson et Maurice Elvey | |
| 1930  | Too Many Crooks                              | Too Many Crooks                              | George King                        | |
| 1931  | Deadlock                                     | Deadlock                                     | George King                        | |
| 1931  | Hobson's Choice                              | Hobson's Choice                              | Thomas Bentley                     | |
| 1931  | Detective Lloyd                              | Detective Lloyd                              | Henry MacRae et Ray Taylor         | |
| 1931  | Two Crowded Hours                            | Two Crowded Hours                            | Michael Powell                     | Le tout premier film de Michael Powell, ayant connu un succès inattendu au box-office. |
| 1932  | Castle Sinister                              | Castle Sinister                              | Widgey R. Newman                   | |
| 1932  | Hommes de demain                             | Men of Tomorrow                              | Zoltan Korda et Leontine Sagan     | |
| 1933  | Counsel's Opinion                            | Counsel's Opinion                            | Allan Dwan                         | |
| 1933  | Yes, Mr Brown                                | Yes, Mr Brown                                | Herbert Wilcox                     | |
| 1934  | Badger's Green                               | Badger's Green                               | Adrian Brunel                      | |
| 1934  | The Path of Glory                            | The Path of Glory                            | Dallas Bower                       | |
| 1934  | To Be a Lady                                 | To Be a Lady                                 | George King                        | |
| 1935  | Murder at Monte Carlo                        | Murder at Monte Carlo                        | Ralph Ince                         | Les débuts à l'écran d'Errol Flynn |
| 1935  | The Price of a Song                          | The Price of a Song                          | Michael Powell                     | |
| 1935  | The Public Life of Henry the Ninth           | The Public Life of Henry the Ninth           | Bernard Mainwaring                 | |
| 1936  | Educated Evans                               | Educated Evans                               | William Beaudine                   | |
| 1936  | The Man behind the Mask                      | The Man behind the Mask                      | Michael Powell                     | |
| 1936  | The Scarab Murder Case                       | The Scarab Murder Case                       | Michael Hankinson                  | |
| 1937  | The Vulture                                  | The Vulture                                  | Ralph Ince                         | |
| 1938  | The Viper                                    | The Viper                                    | Roy William Neill                  | |
| 1939  | The Good Old Days                            | The Good Old Days                            | Roy William Neill                  | |
| 1939  | Murder Will Out                              | Murder Will Out                              | Roy William Neill                  | |
| 1940  | Dr. O'Dowd                                   | Dr. O'Dowd                                   | Herbert Mason                      | |
| 1941  | This Man Is Dangerous                        | This Man Is Dangerous                        | Lawrence Huntington                | |
| 1943  | Deadlock                                     | Deadlock                                     | Ronald Haines                      | |
| 1943  | Squadron Leader X                            | Squadron Leader X                            | Lance Comfort                      | Recherché dû à l'importance de l'œuvre de Comfort dans l'histoire du cinéma britannique. |
| 1944  | It's in the Bag                              | It's in the Bag                              | Herbert Mason                      | |
| 1944  | Kiss the Bride Goodbye                       | Kiss the Bride Goodbye                       | Paul L. Stein                      | |
| 1944  | Welcome, Mr. Washington                      | Welcome, Mr. Washington                      | Leslie S. Hiscott                  | |
| 1944  | Flight from Folly                            | Flight from Folly                            | Herbert Mason                      | |
| 1945  | For You Alone                                | For You Alone                                | Geoffrey Faithfull                 | |
| 1945  | The World Owes Me a Living                   | The World Owes Me a Living                   | Vernon Sewell                      | |
| 1948  | Bless 'Em All                                | Bless 'Em All                                | Robert Jordan Hill                 | |
| 1948  | But Not in Vain                              | But Not in Vain                              | Edmond T. Gréville                 | |
| 1948  | Somewhere in Politics                        | Somewhere in Politics                        | John E. Blakeley                   | Principalement recherché du fait de l'interprétation de Frank Randle. Un segment de 18 minutes a été retrouvé. |
| 1949  | La Madone d'or                               | Golden Madonna                               | Ladislas Vajda                     | |
| 1950  | Double Confession                            | Double Confession                            | Ken Annakin                        | |
| 1952  | Hammer the Toff                              | Hammer the Toff                              | Maclean Rogers                     | |
| 1952  | Salute the Toff                              | Salute the Toff                              | Maclean Rogers                     | |
| 1953  | Small Town Story                             | Small Town Story                             | Montgomery Tully                   | |
| 1953  | Three Steps in the Dark                      | Three Steps in the Dark                      | Daniel Birt                        | |
| 1954  | The Diamond                                  | The Diamond                                  | Montgomery Tully                   | |
| 1957  | Alive on Sunday                              | Alive on Sunday                              | Alfred Travers                     | |
| 1957  | Second Fiddle                                | Second Fiddle                                | Maurice Elvey                      | |
| 1960  | Linda                                        | Linda                                        | Don Sharp                          | Présenté en double programme avec Samedi soir, dimanche matin. |
| 1962  | Crosstrap                                    | Crosstrap                                    | Robert Hartford-Davis              | |
| 1963  | Farewell Performance                         | Farewell Performance                         | Robert Tronson                     | |
| 1968  | Sleep is Lovely                              | Sleep is Lovely                              | David Hart                         | Répertorié comme étant un film expérimental, il n'y a pas de trace de diffusion dans le circuit commercial classique. |
| 1969  | The Promise                                  | The Promise                                  | Michael Hayes (en)                 | |
| 1972  | Nobody Ordered Love                          | Nobody Ordered Love                          | Robert Hartford-Davis              | |
| 1973  | Les Symptômes                                | Symptoms                                     | José Ramón Larraz                  | Présenté dans la sélection officielle du Festival de Cannes 1974. Le film a longtemps été considéré comme perdu mais le négatif a été retrouvé en 2014 et restauré. Le film est ensuite édité en Blu-ray chez Mondo Macabro et BFI. |
| 1974  | The Cherry Picker                            | The Cherry Picker                            | Peter Curran                       | |
| 1983  | Where Is Parsi?                              | Where Is Parsifal?                           | Henri Helman                       | |